# 清香木
清香木为漆树科黄连木属的常绿灌木或小乔木。分布于缅甸以及中国大陆的云南、贵州、广西、四川、西藏等地，生长于海拔580米至2,700米的地区，常生长在石灰山林下以及灌丛中。
作为盆栽出售的“清香木”实际上是原产小笠原群岛和琉球群岛的鳍花椒，学名又常误写成日本花椒的学名。

## 别名
对节皮（云南文山） 昆明乌木（图考） 细叶楷木（四川） 香叶树、紫叶（云南） 清香树（昆明） 紫油木（云南东川）